# Dario Serra
Darío Serra Alvarez (Vera (Almería), 20 januari 2003) is een Spaanse voetballer die speelt als linksbuiten of linkshalf voor Mérida. Hij werd in 2023 uitgeleend aan Go Ahead Eagles.

## Carrière
Serra begon zijn carrière in de jeugd van UD Almería, en stapte in 2017 over naar de jeugd van Valencia CF. Daar tekende hij een profcontract tot 2024, met de optie voor nog een seizoen. Serra werd in januari 2023 voor zes maanden verhuurd aan Go Ahead Eagles, met optie tot koop.

### Go Ahead Eagles
Op 7 mei 2023 maakte hij voor Go Ahead Eagles zijn Eredivisiedebuut in de wedstrijd tegen FC Groningen en op 21 mei 2023 scoorde hij zijn eerste doelpunt voor zijn club in De Adelaarshorst, tegen FC Volendam. Op 1 juli 2023 lichtte Go Ahead Eagles de koopoptie en tekende Serra een driejarig contract bij de club.

### Verhuur aan Mérida
Op 26 januari 2024 keerde Serra terug naar Spanje toen Go Ahead Eagles hem verhuurde aan Mérida AD dat uitkomt in de Primera Federación, het derde niveau van het Spaanse voetbalcompetitiesysteem.